# Трентон (округ Додж, Вісконсин)
Трентон (англ. Trenton) — місто (англ. town) в США, в окрузі Додж штату Вісконсин. Населення — 1219 осіб (2020).

## Демографія
Згідно з переписом 2010 року, у місті мешкали 1293 особи в 464 домогосподарствах у складі 367 родин. Було 485 помешкань
Расовий склад населення:
| - 96,8 % — білих - 0,4 % — азіатів - 0,3 % — чорних або афроамериканців - 0,2 % — корінних американців - 1,2 % — осіб інших рас |

До двох чи більше рас належало 1,1 %. Частка іспаномовних становила 2,3 % від усіх жителів.
За віковим діапазоном населення розподілялося таким чином: 23,9 % — особи молодші 18 років, 63,1 % — особи у віці 18—64 років, 13,0 % — особи у віці 65 років та старші. Медіана віку мешканця становила 42,7 року. На 100 осіб жіночої статі у місті припадало 113,7 чоловіків;  на 100 жінок у віці від 18 років та старших — 113,4 чоловіків також старших 18 років.
Середній дохід на одне домашнє господарство  становив 73 711 долар США (медіана — 71 066), а середній дохід на одну сім'ю — 79 900 доларів (медіана — 77 500). Медіана доходів становила 53 750 доларів для чоловіків та 42 917 доларів для жінок. За межею бідності перебувало 11,1 % осіб, у тому числі 21,1 % дітей у віці до 18 років та 8,4 % осіб у віці 65 років та старших.
Цивільне працевлаштоване населення становило 703 особи. Основні галузі зайнятості: виробництво — 22,9 %, освіта, охорона здоров'я та соціальна допомога — 19,9 %, сільське господарство, лісництво, риболовля — 15,8 %.